# Wings (倖田來未の曲)
「Wings」（ウィングス）は、倖田來未の楽曲。2022年8月30日に配信限定シングルとしてリリースされた。

## 解説
配信限定シングルとして前作「100のコドク達へ」より約9か月後のリリース。また2023年1月18日にはミニアルバム『WINGS』がリリースされ、同曲も収録された。
同曲はサイバードが手掛ける女性向け恋愛ゲーム「イケメンシリーズ」の海外向け大型キャンペーン「All for Love!」主題歌に起用された。

## 収録曲
1. Wings [4:21]
作詞：倖田來未 / 作曲：Hi-yunk (BACK-ON)、SLAY (HIROKI)
サイバード「イケメンシリーズ」海外向け大型キャンペーン「All for Love!」主題歌